# 高見馬場停留場
高見馬場停留場（たかみばばていりゅうじょう）は鹿児島県鹿児島市山之口町および加治屋町にある鹿児島市電の停留場。
市電1系統と市電2系統の乗換駅である。乗換の際、乗客は降車する際に運賃を払い乗換券を受け取ることで、2系統では加治屋町 - 中郡間、1系統（乗換券は緑）では甲東中学校前 - 谷山間の任意の停留場まで追加運賃なしで乗車できる。ただし、谷山- 高見馬場 - 中郡の相互間に限られる。ただし、ICカード乗車券のRapiCa、もしくはいわさきICカードあるいはクレジットタッチ決済を利用した現金払い以外での乗車の場合は乗換券の受け取りは不要となる。

## 歴史

1966年（昭和41年）の高見馬場停留場付近における200形電車

- 1914年（大正3年）7月22日：山之口馬場（廃止済） - 天文館通間開通に伴い設置される[2]。
- 1915年（大正4年）12月17日：高見馬場 - 武駅前（現・鹿児島中央駅前）間が開通[3]。

## 構造
1系統・2系統のそれぞれに別個に2面2線の構造の停留場が設置されている。
当駅付近の道路端に信号塔があるが、分岐器の操作は自動化されているため通常は使用されない。

### 1系統のりば
- 2面2線の相対式ホーム。各のりばは電車が通過しない限りいつでも行き来できる。
- 両のりばに電車接近表示機及びアナウンスがある。
- 両のりばとも車椅子の使用は可。但し、電動車椅子はホーム幅が規定に足りないため不可。

- 1系統 - 騎射場、郡元、脇田、谷山方面
- 1系統 - 天文館、鹿児島駅前方面

### 2系統のりば
- 2面2線の相対式ホーム。地上駅。両ホームとの行き来は電車が通過中でない限りいつでもできる。
- 両のりばに電車接近表示機及びアナウンスがある。
- 両のりばとも車椅子及び電動車椅子の使用はホーム幅が規定に足りないため不可。

- 2系統 - 鹿児島中央駅前、神田（交通局前）、郡元方面
- 2系統 - 天文館、鹿児島駅前方面

## 利用状況
| 1日乗降人員推移 | 1日乗降人員推移 |
| 年度            | 1日平均人数     |
| --------------- | --------------- |
| 2010年          | 3,100           |
| 2011年          | 3,203           |
| 2012年          | 3,075           |
| 2013年          | 3,011           |
| 2014年          | 2,925           |
| 2015年          | 2,933           |

## 周辺
高見馬場はこの周辺の通称で、江戸時代付近に馬場があったことから次第に呼ばれるようになった。現代でも依然として市内交通の要衝であり路線バスの大型停留所も設置されて天文館や鹿児島中央駅前と並び終日乗降客も多い。周辺の様子は道幅の広い電車通りには中央の大手企業が中心に入居する大型オフィスビルや大手ビジネスホテルチェーンが林立しており、内側の通りは、天文館の歓楽街（夜の街）の終末でもある。
- 鹿児島市立山下小学校 - 元は鹿児島師範学校付属尋常小学校、かつては向田邦子や林芙美子も通っていた[7]。
- 鹿児島商工会議所ビル（アイムビル）
- セブン-イレブン鹿児島二官橋通り店 - 鹿児島市内進出1号店(3店舗)うちの1店舗
- 鹿児島相互信用金庫本店
- 鹿児島信用金庫高見馬場支店
- 九州労働金庫(ろうきん)鹿児島支店
- 西日本シティ銀行鹿児島支店
- 肥後銀行鹿児島支店
- 宮崎太陽銀行鹿児島支店
- 朝日新聞社鹿児島総支局
- 鹿児島中央ビル
- ドコモ九州鹿児島ビル
- あいおいニッセイ同和損保鹿児島ビル
- AIG損害保険鹿児島営業支店
- 明治安田生命鹿児島加治屋町ビル
- 住友生命鹿児島ビル
- 大同生命ビル
- 鹿児島第一海上ビル
- 鹿児島フコク生命高見馬場ビル
- 太陽生命鹿児島第2ビル
- レム鹿児島（阪急阪神第一ホテルグループ）
- 東横インI、II
- ホテル法華クラブ鹿児島
- ホテルエリアワン鹿児島
- ブルーウェーブイン鹿児島（旧チサンホテル）
- サンデイズイン鹿児島
- ドーミーイン鹿児島
- 華連・ジーノ - 薩摩黒豚料理を提供する県経済連の直営飲食店
- 示現流兵法所資料館
- ザビエル公園 - フランシスコ・ザビエルの記念碑がある。
- JR九州バス「高見馬場」停留所

## バス路線
鹿児島交通と鹿児島市営バス、南国交通、JR九州バス（北薩線）が高見馬場バス停が利用可能である。
- 鹿児島市営バス：鹿児島市内
- 鹿児島交通：鹿児島市内（郡元、紫原、谷山、坂之上、平川）
- 南国交通：鹿児島市内
- JR九州バス（北薩線）：鹿児島市内

（下記は各系統の行先）
高見馬場バス停
| 高見馬場バス停（上り）−鹿児島県鹿児島市西千石町 |                              |                        |            |
| 系統番号                                        | 経由地                       | 行先                   | 運行       |
| 1                                               | 天文館・金生町               | 鹿児島駅前             | 鹿児島交通 |
| 2                                               | 天文館・金生町               | 水族館前               | 鹿児島交通 |
| 2                                               | 天文館・金生町               | 鹿児島駅前             | 鹿児島交通 |
| 3                                               | 天文館・金生町               | 市役所前               | 鹿児島交通 |
| 4                                               | 天文館・金生町               | 鹿児島駅前             | 鹿児島交通 |
| 5                                               | 天文館                       | 金生町                 | 鹿児島交通 |
| 6                                               | 天文館                       | 金生町                 | 鹿児島交通 |
| 6-2                                             | 天文館・金生町               | 市役所前               | 鹿児島交通 |
| 6-3                                             | 天文館・金生町               | 鹿児島駅前             | 鹿児島交通 |
| 7                                               | 天文館                       | 金生町                 | 鹿児島交通 |
| 8                                               | 天文館                       | 金生町                 | 鹿児島交通 |
| 9                                               | 天文館・金生町               | 市役所前               | 鹿児島交通 |
| 11                                              | 天文館・金生町               | 鹿児島駅前             | 鹿児島交通 |
| 14                                              | 天文館                       | 金生町                 | 鹿児島交通 |
| 15                                              | 天文館・金生町               | 市役所前               | 鹿児島交通 |
| 15                                              | 天文館・金生町               | 水族館前               | 鹿児島交通 |
| 15-2                                            | 天文館・金生町               | 市役所前               | 鹿児島交通 |
| 15-3                                            | 天文館・金生町               | 市役所前               | 鹿児島交通 |
| 17                                              | 天文館・金生町               | 鹿児島駅前             | 鹿児島交通 |
| 18                                              | 天文館・金生町               | 市役所前               | 鹿児島交通 |
| 19                                              | 天文館・金生町               | 鹿児島駅前             | 鹿児島交通 |
| 20                                              | 天文館・金生町               | 鹿児島駅前             | 鹿児島交通 |
| 23                                              | 天文館・金生町               | 鹿児島駅前             | 鹿児島交通 |
| 種別                                            | 経由地                       | 行先                   | 運行       |
| 高見馬場バス停（下り）−鹿児島県鹿児島市山之口町 |                              |                        |            |
| 系統番号                                        | 経由地                       | 行先                   | 運行       |
| 1                                               | 県庁前・平川                 | 平川星和台             | 鹿児島交通 |
| 2                                               | 騎射場・谷山駅前             | 動物園                 | 鹿児島交通 |
| 3                                               | 鹿児島中央駅・オプシア       | 鴨池港                 | 鹿児島交通 |
| 3                                               | 鹿児島中央駅・紫原中央       | 鴨池港                 | 鹿児島交通 |
| 4                                               | 鹿児島中央駅・脇田           | イオン鹿児島           | 鹿児島交通 |
| 4                                               | 鹿児島中央駅・イオン         | 慈眼寺団地             | 鹿児島交通 |
| 5                                               | 鹿児島中央駅・七ツ島         | 七ツ島1丁目            | 鹿児島交通 |
| 5                                               | 鹿児島中央駅・谷山港         | 七ツ島1丁目            | 鹿児島交通 |
| 6                                               | 恵比須北・慈眼寺公園前       | 慈眼寺団地             | 鹿児島交通 |
| 6                                               | 生協病院前・慈眼寺公園前     | 慈眼寺団地             | 鹿児島交通 |
| 6-2                                             | 新和田橋・慈眼寺公園前       | 慈眼寺団地             | 鹿児島交通 |
| 6-3                                             | 県庁前・新和田橋             | 慈眼寺団地             | 鹿児島交通 |
| 7                                               | 坂之上・国際大学前           | 慈眼寺団地             | 鹿児島交通 |
| 8                                               | 騎射場・脇田                 | ふれあいスポーツランド | 鹿児島交通 |
| 8                                               | 騎射場・脇田                 | 中山団地中央           | 鹿児島交通 |
| 9                                               | 騎射場・郡元                 | 紫原                   | 鹿児島交通 |
| 11                                              | 鹿児島中央駅・南高校前       | イオン鹿児島           | 鹿児島交通 |
| 14                                              | 騎射場・脇田                 | 大学病院前             | 鹿児島交通 |
| 15                                              | 市営プール前・郡元           | 紫原                   | 鹿児島交通 |
| 15                                              | 市営プール前・郡元           | 西紫原中学校下         | 鹿児島交通 |
| 15                                              | 市営プール前・郡元           | 西紫原中学校前         | 鹿児島交通 |
| 15-2                                            | 鹿児島中央駅                 | 紫原                   | 鹿児島交通 |
| 15-3                                            | 市営プール前・郡元           | 広木農協前             | 鹿児島交通 |
| 17                                              | 鹿児島中央駅・桜ヶ丘         | 桜ヶ丘東口             | 鹿児島交通 |
| 18                                              | 鹿児島中央駅・桜ヶ丘         | 市役所前（循環）       | 鹿児島交通 |
| 19                                              | 鹿児島中央駅・桜ヶ丘         | 桜ヶ丘5丁目            | 鹿児島交通 |
| 20                                              | 鹿児島中央駅・星ヶ峯みなみ台 | 星ヶ峯ニュータウン     | 鹿児島交通 |
| 23                                              | 騎射場・県庁前               | 鴨池港                 | 鹿児島交通 |
| 種別                                            | 経由地                       | 行先                   | 運行       |

## バスのりば
高見馬場バス停
| 高見馬場バス停（下り）−鹿児島県鹿児島市山之口町 |                |       |                            |                        |      |
| のりば                                          | 方面           | 番線  | 経由                       | 行先                   | 運行 |
| のりば                                          | 方面           | 種別  | 経由                       | 行先                   | 運行 |
| 高1                                             | 谷山 鴨池      | 1     | 県庁前・平川               | 平川星和台             | 鹿交 |
| 高1                                             | 谷山 鴨池      | 2     | 騎射場・谷山駅前           | 動物園                 | 鹿交 |
| 高1                                             | 谷山 鴨池      | 6     | 恵比須北・慈眼寺公園前     | 慈眼寺団地             | 鹿交 |
| 高1                                             | 谷山 鴨池      | 6-2   | 新和田橋・慈眼寺公園前     | 慈眼寺団地             | 鹿交 |
| 高1                                             | 谷山 鴨池      | 6-3   | 県庁前・新和田橋           | 慈眼寺団地             | 鹿交 |
| 高1                                             | 谷山 鴨池      | 7     | 坂之上・国際大学前         | 慈眼寺団地             | 鹿交 |
| 高1                                             | 谷山 鴨池      | 8     | 騎射場・脇田               | ふれあいスポーツランド | 鹿交 |
| 高1                                             | 谷山 鴨池      | 8     | 騎射場・脇田               | 中山団地中央           | 鹿交 |
| 高1                                             | 谷山 鴨池      | 9     | 騎射場・郡元               | 紫原                   | 鹿交 |
| 高2                                             | 鹿児島中央駅   | 3     | 紫原・オプシア             | 鴨池港                 | 鹿交 |
| 高2                                             | 鹿児島中央駅   | 4     | 郡元・笹貫                 | イオン鹿児島           | 鹿交 |
| 高2                                             | 鹿児島中央駅   | 4     | 郡元・笹貫                 | 慈眼寺団地             | 鹿交 |
| 高2                                             | 鹿児島中央駅   | 5     | 卸本町・谷山港             | 七ツ島1丁目            | 鹿交 |
| 高2                                             | 鹿児島中央駅   | 市3   | 加治屋町                   | 鹿児島中央駅           | 市営 |
| 高2                                             | 鹿児島中央駅   | 市4   | 鹿児島中央駅               | 交通局北営業所前       | 市営 |
| 高3                                             | 国道3号線 伊敷 | 市1   | 伊敷NT                     | 交通局北営業所前       | 市営 |
| 高3                                             | 国道3号線 伊敷 | 市5   | 日当平                     | 交通局北営業所前       | 市営 |
| 高3                                             | 国道3号線 伊敷 | 市5-2 | 日当平                     | 玉里団地北             | 市営 |
| 高3                                             | 国道3号線 伊敷 | 市5-3 | 城山・さつま団地           | 交通局北営業所前       | 市営 |
| 高見馬場バス停（上り）−鹿児島県鹿児島市西千石町 |                |       |                            |                        |      |
| のりば                                          | 方面           | 番線  | 経由                       | 行先                   | 運行 |
| のりば                                          | 方面           | 種別  | 経由                       | 行先                   | 運行 |
| 高5                                             | 鹿児島駅       | 1     | 天文館                     | 鹿児島駅前             | 鹿交 |
| 高5                                             | 鹿児島駅       | 2     | 天文館                     | 鹿児島駅前             | 鹿交 |
| 高5                                             | 鹿児島駅       | 4     | 天文館                     | 鹿児島駅前             | 鹿交 |
| 高5                                             | 鹿児島駅       | 6-3   | 天文館                     | 鹿児島駅前             | 鹿交 |
| 高5                                             | 鹿児島駅       | 3     | 天文館                     | 市役所前               | 鹿交 |
| 高5                                             | 鹿児島駅       | 6-2   | 天文館                     | 市役所前               | 鹿交 |
| 高5                                             | 鹿児島駅       | 9     | 天文館                     | 市役所前               | 鹿交 |
| 高5                                             | 鹿児島駅       | 5     | 天文館                     | 金生町                 | 鹿交 |
| 高5                                             | 鹿児島駅       | 6     | 天文館                     | 金生町                 | 鹿交 |
| 高5                                             | 鹿児島駅       | 7     | 天文館                     | 金生町                 | 鹿交 |
| 高5                                             | 鹿児島駅       | 8     | 天文館                     | 金生町                 | 鹿交 |
| 高5                                             | 鹿児島駅       | 2     | 天文館・鹿児島駅前         | 水族館前               | 鹿交 |
| 高5                                             | 鹿児島駅       | 市1   | 天文館                     | 市役所前               | 市営 |
| 高5                                             | 鹿児島駅       | 市5   | 天文館                     | 市役所前               | 市営 |
| 高5                                             | 鹿児島駅       | 市5-2 | 天文館                     | 市役所前               | 市営 |
| 高5                                             | 鹿児島駅       | 市5-3 | 天文館                     | 市役所前               | 市営 |
| 高6                                             | 鹿児島駅以遠   | 市3   | 坂元・玉里団地             | 交通局北営業所前       | 市営 |
| 高6                                             | 鹿児島駅以遠   | 市4   | 天文館                     | 交通局北営業所前       | 市営 |
| 高6                                             | 鹿児島駅以遠   | N1    | 無線前                     | 花棚                   | 南国 |
| 高6                                             | 鹿児島駅以遠   | N1    | 無線前                     | 下花棚                 | 南国 |
| 高6                                             | 鹿児島駅以遠   | N1    | 無線前                     | 吉田インター           | 南国 |
| 高6                                             | 鹿児島駅以遠   | N1-2  | 吉田インター               | 宮之浦団地             | 南国 |
| 高6                                             | 鹿児島駅以遠   | N1-3  | 吉野                       | 本城                   | 南国 |
| 高6                                             | 鹿児島駅以遠   | N1-4  | 本城                       | イオンタウン姶良前     | 南国 |
| 高6                                             | 鹿児島駅以遠   | N1-5  | 無線前                     | 教育センター前         | 南国 |
| 高6                                             | 鹿児島駅以遠   | N2    | 大明ヶ丘                   | 旭ヶ丘NT               | 南国 |
| 高6                                             | 鹿児島駅以遠   | N3    | 無線前                     | 吉野公園               | 南国 |
| 高6                                             | 鹿児島駅以遠   | N4    | 布ヶ谷                     | 吉野ゴルフ場           | 南国 |
| 高6                                             | 鹿児島駅以遠   | N5    | 無線前                     | 中別府団地             | 南国 |
| 高6                                             | 鹿児島駅以遠   | N6    | 無線前                     | 宮之浦団地北           | 南国 |
| 高6                                             | 鹿児島駅以遠   | N7    | 教育センター前・坂元・丸岡 | 本城                   | 南国 |
| 高6                                             | 鹿児島駅以遠   | N7    | 教育センター前・坂元・丸岡 | 蒲生高校前             | 南国 |
| 高6                                             | 鹿児島駅以遠   | N7    | 教育センター前・坂元・丸岡 | 楠田                   | 南国 |
| 高6                                             | 鹿児島駅以遠   | N8    | 坂元                       | 緑ヶ丘団地             | 南国 |

## 隣の停留場
鹿児島市交通局
鹿児島市電1系統
天文館通停留場 - 高見馬場停留場 - 甲東中学校前停留場
鹿児島市電2系統
天文館通停留場 - 高見馬場停留場 - 加治屋町停留場